# Noel Van Horn
Noel Van Horn (* 6. Juli 1968 in San Francisco) ist ein US-amerikanischer Comiczeichner, Sohn von William Van Horn und Zeichner von Disneycomics.

## Leben
Noel Van Horn wurde am 6. Juli 1968 in San Francisco als Sohn eines Amerikaners und einer Kanadierin geboren. Stark bedingt durch die Arbeit seines Vaters, interessierte sich auch er stark für Comics und Zeichnungen. 1980 zog die Familie nach Vancouver.
Nach Beendigung der Schule studierte er am Emily Carr College of Art and Design in Vancouver, wobei er seinen Abschluss im Hauptfach Animation machte. Er zeichnete zahlreiche eigene Figuren und entfremdete teilweise realistische Szenen aus anderen Comics. Nachdem Van Horn 1992 nach San Diego gegangen war, lernte er dort Bob Foster und Byron Erickson von Egmont kennen, die ihn zu den Disneycomics brachten. Nach einem 18-monatigen Training begann der Zeichner 1993 mit seiner Arbeit an Micky-Maus-Geschichten, wobei er seit 2010 nur noch Geschichten mit den Ducks zeichnet. Er hat eine Frau, Jaqueline, und einen Sohn namens Robert.

## Stil und Vorbilder
Schon früh in seiner Disney-Zeit spezialisierte Van Horn sich auf Micky-Maus Geschichten, während ihm zum Zeichnen ferner Inspektor Issel und Balduin Beutelschneider, englisch Sylvester Shyster, gefallen. Des Weiteren orientiert er sich gerne an Dave Stevens, Schöpfer von Rocketeer, und Floyd Gottfredson.